# Dannii Minogue
Danielle Jane "Dannii" Minogue (Melbourne 20 d'octubre de 1971) és una cantant i artista de l'espectacle australiana. Minogue es va fer famosa a principi de la dècada de 1980 pels seus papers d'actriu a la televisió australiana abans de començar la seva carrera dins la música pop a principis de la dècada de 1990 Va tenir èxit amb les cançons com "Love and Kisses" i "This Is It", però en el seu segon album la seva popularitat com a cantant disminuí i se centrà en altres camps com la televisió. A finals de la dècada de 1990 tornà a cantar i obtingué èxit amb la de música dance "All I Wanna Do".
El 2001, Minogue va tornar a tenir un gran èxit amb "Who Do You Love Now?", i el seu àlbum, Neon Nights, va passar a ser el de més èxit de la seva carrera. ha venut uns set milions de discs.

## Discografia
- 1991: Love And Kisses
- 1993: Get Into You
- 1997: Girl
- 2003: Neon Nights
- 2007: Club Disco

## Filmografia
| Film         | Film                                                | Film          | Film                                       |
| Any          | Film                                                | Paper         | Notes                                      |
| ------------ | --------------------------------------------------- | ------------- | ------------------------------------------ |
| 1992         | Secrets                                             | Didi          |                                            |
| 2004         | The Porter                                          | Bunny Stigler | Curtmetratge                               |
| 2007         | White Diamond: A Personal Portrait of Kylie Minogue | Ella mateixa  | Documental                                 |
| Televisió    |                                                     |               |                                            |
| Any          | Títol                                               | Paper         | Notes                                      |
| 1978         | Skyways                                             | Amy           |                                            |
| 1978         | The Sullivans                                       | Carla (#2)    |                                            |
| 1982–1988    | Young Talent Time                                   | Ella mateixa  | Regular                                    |
| 1988         | All The Way                                         | Penny Seymour |                                            |
| 1988         | New Generation                                      | Ella mateixa  |                                            |
| 1989–1990    | Home and Away                                       | Emma Jackson  | paper recurrent                            |
| 1994         | The Big Breakfast                                   | Ella amteixa  | Presentdora                                |
| 1994–1995    | Fan TC                                              | Ella amteixa  | Presentdora                                |
| 1996         | It's Not Just Saturday                              | Ella amteixa  | Host                                       |
| 1996         | Scoop                                               | Ella amteixa  | Host                                       |
| 1997         | Disney Time                                         | Ella amteixa  | Presentadora                               |
| 1997         | Top of the Pops                                     | Ella amteixa  | Invitada                                   |
| 1997–1998    | Live & Kicking ("Electric Circus" segments)         | Ella amteixa  | Presentadora                               |
| 2007–Present | Australia's Got Talent                              | Ella amteixa  | Jutge                                      |
| 2007–Present | The X Factor                                        | Ella amteixa  | Jutge                                      |
| 2007         | The Kylie Show                                      | Ella amteixa  | Comèdia                                    |
| 2008         | Nickelodeon UK Kids Choice Awards 2008              | Ella amteixa  | Host                                       |
| 2009         | Beautiful People                                    | Ella amteixa  | Atista invitada                            |
| 2010         | Ultimate Movie Toons                                | Ella amteixa  | Invitada                                   |
| 2010         | Dannii Minogue: Style Queen                         | Ella amteixa  | 3 Part Documentary of her current projects |
| Stage        |                                                     |               |                                            |
| Any          | Títol                                               | Paper         | Notes                                      |
| 1997         | Grease: The Arena Spectacular                       | Rizzo         |                                            |
| 1999         | Macbeth                                             | Lady Macbeth  |                                            |
| 2000         | Notre Dame de Paris                                 | Esmeralda     |                                            |
| 2000         | The Vagina Monologues                               |               |                                            |